# Barry Miller (cyclisme)
Pour les articles homonymes, voir Miller.
Barry Miller, né le 5 décembre 1988 à San Francisco, est un coureur cycliste américain. 

## Biographie
Barry Miller est originaire de San Francisco, en Californie. Il commence sa carrière sportive par le cyclisme sur piste. Dans un premier temps, il court exclusivement sur le territoire américain,.  
En 2014, il évolue au sein de l'équipe continentale suédoise FireFighters Upsala CK. L'année suivante, il porte les couleurs de la formation Bliz-Merida. Bon grimpeur, il se distingue sur le circuit UCI en terminant quatrième de The Reading 120 et septième du Podlasie Tour. Il revient ensuite aux États-Unis en rejoignant la structure Lupus Racing. Mais celle-ci disparaît à l'issue de la saison 2016. Barry Miller redescend alors chez les amateurs. 
Lors du Tour de Somerville 2017, il est contrôlé positif aux stéroïdes androgènes anabolisants. Il fournit toutefois une preuve indiquant que son contrôle positif provient d'un complément alimentaire contaminé, qui ne mentionnait aucune substance interdite sur sa notice. L'Agence américaine antidopage prononce à son encontre une suspension minimale d'un an,. De retour à la compétition, il remporte le Mount Washington Hillclimb ainsi que la Green Mountain Stage Race en 2018. En 2019, il se classe onzième du Tour of the Gila et douzième du Tour de Beauce.
Il retourne finalement en Europe en 2020 pour rejoindre la formation Cambodia Cycling Academy. Au mois d'aout, il dispute le Mont Ventoux Dénivelé Challenges, qu'il finit à la 35e place. Son équipe perd cependant sa licence continentale en début d'année 2021, en raison de graves dysfonctionnements. 
En 2022, il s'engage avec la structure Java-Kiwi Atlántico, qui évolue sous licence vénézuélienne. Déçu par le matériel et son faible calendrier, il rompt son contrat durant l'été. Peu de après, il intègre l'équipe angolaise BAI-Sicasal-Petro de Luanda, avec laquelle il participe au Tour du Portugal. Révélation de l'épreuve, il réalise deux tops dix lors d'étapes de montagne et termine seizième du classement général.

## Palmarès
- 2018
  - Mount Washington Hillclimb
  - Green Mountain Stage Race :
    - Classement général
    - 3e étape

## Classements mondiaux
| Année                                 | 2015 |
| ------------------------------------- | ---- |
| UCI Europe Tour                       | 974e |
| UCI America Tour                      | 214e |
|                                       |      |
| Légende : nc = non classéSource : UCI |      |